# カエサル家

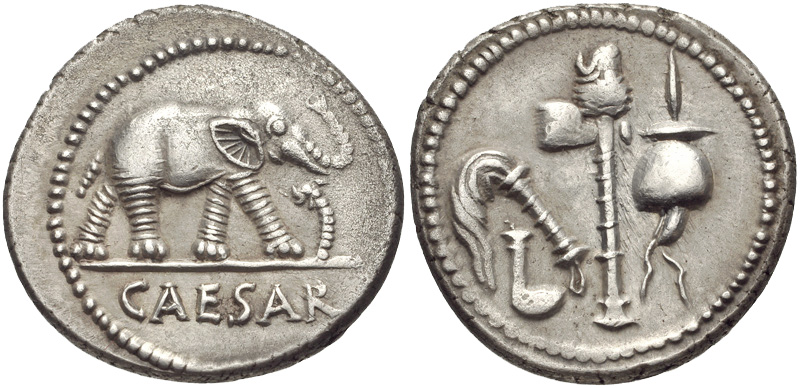
カエサルが戦地で鋳造したデナリウス銀貨。

カエサル家 (ラテン語: Iulii Caesares) は、古代ローマの中の家族名（コグノーメン）のひとつ。ユリウス氏族に属する。
2つの家系に分かれていると考えられており、ガイウス・ユリウス・カエサルのそれと、マルクス・アントニウスの妻に連なるそれとがあり、それぞれ別のトリブス（選挙区）に登録されていたという。家族からは紀元前157年に最初の執政官を出しており、恐らくその頃から、ユリウス氏族はアイネイアースの息子アスカニウス（ユルス）の子孫であると喧伝し始めたのではないかと考えられ、そのことはウェルギリウスの『アエネーイス』によって有名になった。

## 由来
この名前の由来については、『ローマ皇帝群像』が、いくつかの説を挙げている。
いずれも初めてカエサルの名を得た人物に関するもので、
- ベルベル系であるマウレタニア人の言葉で「カエサイ」と呼ばれていたゾウを倒したためそう呼ばれるようになったとするもの。
- あるいはこの人物は母親の腹を「切り開いて」（caeso）生まれたからとするもの（帝王切開）。
- 生まれた時から「豊かで長い髪」（caesaries）が生えていたためとするもの。
- 「灰色の目」（oculi caesii）をしていたためとするもの。

以上4つの説を紹介している。

## 人物
- セクストゥス・ユリウス・カエサル：紀元前208年のシキリア担当プラエトル。
- ルキウス
  - セクストゥス
    - セクストゥス・ユリウス・カエサル (紀元前157年の執政官)：ルキウス・アエミリウス・パウルス・マケドニクス配下のトリブヌス・ミリトゥム。
- セクストゥス・ユリウス・カエサル：紀元前123年のプラエフェクトゥス・ウルビ。
- ガイウス
  - ガイウス・ユリウス・カエサル（紀元前140年頃 – 紀元前85年）：独裁官カエサルの父。紀元前92年にプラエトル（法務官）、紀元前90年代にアシア属州のプロコンスル格総督。
    - ガイウス・ユリウス・カエサル：共和政ローマ後期の終身独裁官（ディクタトル・ペルペトゥオ）。後にウィリアム・シェイクスピアはこのカエサルを題材とした戯曲（ジュリアス・シーザー (シェイクスピア)）を書いている。
      - ガイウス・ユリウス・カエサル・オクタウィアヌス：後のアウグストゥス。ローマ帝国初代皇帝。独裁官カエサルの養子。

  - ユリア：カエサルのおば。ガイウス・マリウスと結婚[2]。
- ルキウス？
  - ガイウス
    - セクストゥス・ユリウス・カエサル (紀元前91年の執政官)
- セクストゥス
  - ルキウス
    - ルキウス・ユリウス・カエサル (紀元前90年の執政官)：（紀元前135年頃 – 紀元前87年）：紀元前94年にプラエトルに選出。「ユリウス法（英語版） Lex Iulia de civitate Latinis et sociis danda（ラテン人と同盟市への市民権付与に関するユリウス法）[3]」を制定して同盟市戦争終結に貢献した。ローマへ侵攻したガイウス・マリウスによって殺害される。
      - ルキウス・ユリウス・カエサル (紀元前64年の執政官)
- ルキウス
  - ガイウス・ユリウス・カエサル・ストラボ（・ウォピスクス）：紀元前90年のアエディリス・クルリス
- セクストゥス・ユリウス・カエサル：紀元前47年のシリア担当プロクァエストル・プロ・プラエトレ

## 末裔
現在のスイス領内に発祥したドイツ系貴族の家系であり、マリア・テレジアを輩出したハプスブルク家はカエサル家の末裔を自称している。